# Stefan Zachariasz Pawlicki

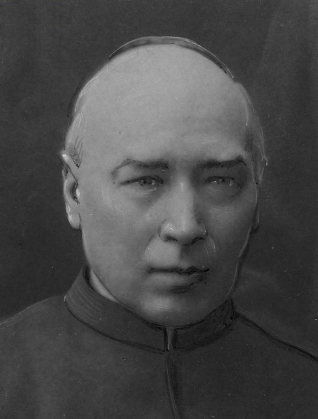

Stefan Zachariasz Pawlicki CR (* 2. September 1839 in Gdańsk; † 28. April 1916 in Kraków) war katholischer Priester, Professor, Philosoph und Historiker der Philosophie, Rektor der Jagiellonenuniversität und Präkursor der wissenschaftlichen Apologetik in Polen. 

## Leben
Er stammte aus einer Familie von Kaufleuten. Zunächst wurde er in Danzig erzogen, später zog die Familie nach Pleszew. Im Alter von 13 Jahren verlor er seine Eltern während einer Epidemie. Er absolvierte das Gymnasium Plesze mit Hilfe des örtlichen Pfarrers, Pater Basińskiego. Anschließend besuchte er zwischen 1853 und 1858 die königliche katholische Hochschule in Ostrow dank eines Stipendiums, das er von Johann von Dzialynski erhielt. Die Reifeprüfung legte er im Jahre 1858 ab und wurde als einer der besten Studenten der Kavität verabschiedet. Während der Verteilung der Zertifikate hielt er eine Rede De vita et scriptis Sarbievii Poloni. 
In den Jahren von 1858 bis 1862 studierte er klassische Philologie an der Universität Breslau. In Breslau war er Sekretär und Präsident der Gesellschaft der Literatur und der slawischen Sprachen. Im Jahr 1862 verließ er Breslau ohne akademischen Abschluss. Zwischen 1862 und 1864 war er in Rogalin Tutor Edward Aleksander Raczyńskis. Ab 1864 studierte er an der Philosophischen Fakultät an der Universität Wrocław. Parallel besuchte er Vorlesungen der Psychologie und Logik. 1865 legte er seine Dissertation De doctrina et philosophandi Schopenhaueri ratione vor – eine bahnbrechende Abhandlung über den Geist Arthur Schopenhauers. 
1866 hielt er Vorlesungen in der Szkoła Eleatów und Szkole Głównej in Warschau. Er lehrte dort bis 1868 an der Fakultät für Philologie und Geschichte der Philosophie. Im Jahr 1868 wurde er Mitglied der Redaktion der Biblioteki Warszawskiej, einer Zeitschrift, die theatralische und literarische Bewertungen veröffentlichte. In Warschau unter dem Einfluss des Gründers und Generalsuperior der Resurrektionisten, Piotr Semenenko, machte er einen geistlichen Durchbruch. Im Jahre 1868 ging er nach Rom und trat in das Noviziat der Resurrektionisten ein. 1872 empfing er in der Lateranbasilika die Priesterweihe.
1869 begann er das Studium der christlichen Philosophie und Theologie an dem Collegium Romanum der Jesuiten. 1873 erhielt er seinen Doktortitel in Theologie über das Geheimnis der Heiligen Dreifaltigkeit. Im selben Jahr wurde er Vize-Rektor des Päpstlichen Polnischen Kolleg in Rom. 1887 versuchte er den Lehrstuhl für Philosophie an der Jagiellonen-Universität in Krakau zu erhalten. Seine Bemühungen scheiterten, er blieb in Rom und wurde Professor an der von Papst Pius IX. etablierten Religione Accademia di Cattolica. 
Im Jahr 1882 erhielt er eine Professur an der Fakultät für Theologie an der Universität von Krakau. Zu seiner Versetzung sagte Leo XIII.: Magnum Lumen Mitto Vobis (Ich schicke Ihnen ein großes Licht). In dem Konsistorium vom 10. November 1884 wollte ihn der Papst zum Kardinal erheben, aber er lehnte diese Ehre ab. Im Jahr 1884 wurde er zum korrespondierenden Mitglied der Fakultät für Geschichte und Philosophie der Akademie der Wissenschaften und 1891 zum aktiven Mitglied erhoben. In den Jahren 1888 bis 1889 und 1892 bis 1893 war er Dekan der Theologischen Fakultät an der Universität Krakau. Er wechselte 1894 an die der Philosophischen Fakultät der Jagiellonenuniversität. Im akademischen Jahr 1905/1906 war er Rektor der gleichen Universität. Er zog sich 1910 nach einem Vortrag an der Universität als Professor emeritus zurück. 
Aufgrund seines Humors fand er bei den Studenten großen Anklang. Er galt als Professor von großem Wissen, großer Gelehrsamkeit und außerordentlichen Fähigkeiten: an der Universität Krakau ist er bis heute legendär.
Nach seiner Pensionierung lehrte er Philosophie an der Höheren Frauenschule Adrian Baraniecki. Von 1911 an war er Vorsitzender des Ausschusses für die Geschichte der polnischen Philosophie. Er war Mitglied der Philosophischen Gesellschaft in Krakau und der polnischen Philosophischen Gesellschaft in Lwiw. Er war ferner Mitglied einer Reihe von italienischen und deutschen wissenschaftlichen Gesellschaften. Er nahm an Konferenzen von Philosophen teil und hielt dort Vorträge. 
Nach seinem Tod wurde er auf dem Friedhof Rakowicki in Krakau begraben. Seine reiche Büchersammlung hinterließ er der Jagiellonen-Bibliothek. Eine Straße in Krakau ehrt seinen Namen.

## Werke
- Historia filozofii greckiej od Talesa do śmierci Arystotelesa, B. I 1890, B. II 1903, unvollendet
- Wiktor Cousin, 1867
- O początkach chrześcijaństwa, 1884
- Pozytywizm (Studia nad pozytywizmem), 1886
- Renan, 1896
- Filozofia Fouillé'go, 1899
- Materializm (Materializm wobec nauki), 1870
- Darwinizm, 1876
- Mózg i dusza, 1874
- Kilka uwag o podstawach i granicach filozofii, 1878
- Lassale i przyszłość socjalizmu
- Żywot i dzieła Ernesta Renana